# Fred Ott

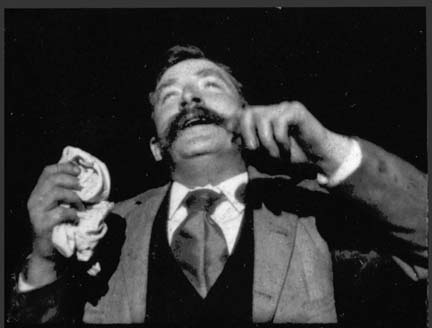
Fred Ott från Kinetoscopic Record of a Sneeze

Fred Ott Frederick P. Ott, född 31 augusti 1860 i New Jersey, död 24 oktober 1936 i  West Orange, New Jersey, var anställd vid Thomas Edisons laboratorium på 1890-talet, vilket ledde till att han fick medverka i två av de tidigaste filmerna.

## Filmografi
- 1894 - Fred Ott Holding a Bird
- 1894 - Edison Kinetoscopic Record of a Sneeze
- 1900 - The Kiss